# Reserva Don Carmelo
La reserva de usos múltiples Don Carmelo es un área protegida ubicada a unos 130 km de la ciudad de San Juan, en el departamento Ullum, cerca del límite con el vecino departamento Calingasta en el centro de la provincia de San Juan, Argentina. Fue creada en el año 1993 y abarca una superficie de unas 35 000 ha. en la ecorregión altoandina.

## Características generales
La reserva Don Carmelo fue creada con el objetivo de preservar el patrimonio natural de la región, sobre una superficie de alrededor de 35 000 ha. que se encuentra a unos 3000 m s. n. m., en una zona que presenta la transición entre las regiones fitogeográficas monte y puna.
Fue creada mediante el decreto provincial n.º 1220 del año 1993, que formalizó el acuerdo entre sus propietarios y las autoridades del área de Medio Ambiente. A partir de este decreto, se estableció la jurisdicción provincial y la administración privada del área protegida.
La reserva tiene propósitos de investigación y estudio científico; por este motivo solo admite las visitas de estudiantes universitarios, docentes o investigadores, exclusivamente con fines académicos. A estos efectos, cuenta con un refugio y diversas instalaciones preparadas para brindar albergue y facilitar la actividad científica.

## Clima
Si bien se encuentra en el extremo sur de su área, la reserva presenta las características climáticas propias de la puna, escasas a nulas precipitaciones, temperaturas rigurosas en invierno y moderadas en verano. La gran amplitud térmica produce temperaturas mínimas por debajo de 0 °C durante casi todo el año. En invierno son frecuentes las nevadas.

## Flora y fauna
La cobertura vegetal de la reserva evidencia la transición de las ecorregiones, con los arbustos típicos de monte como la jarilla (Larrea divaricata) y el ala de loro (Monttea aphylla), y las especies de puna como las adaptadas tomillo mocho (Junellia seriphioides) y tramontana (Ephedra breana).
En la reserva están presentes además la yerba loca (Astragalus), la leña piedra (Azorella trifurcata), el coironcito (Carex maritima), el alferilo (Erodium cicutarium), la raíz de teñir (Galium richardianum), la tuna (Lobivia formosa), el vinagrillo (Oxalis acetosella), la achicoria amarga (Taraxacum officinale), la granadilla (Mutisia), el quillay (Polygala), la tola (Baccharis incarum) y la hierba santa (Pachylaena atriplicifolia), entre otras.
La reserva es el hábitat de guanacos (Lama guanicoe), zorros grises (Lycalopex griseus), algunos pumas (Puma concolor) y chinchillones (Lagidium viscacia viscacia), entre otras especies.
Entre las aves, se han observado el suri cordillerano (Rhea pennata garleppi), el cóndor andino (Vultur gryphus), —ambas especies con cierto grado de amenaza—, el águila mora (Geranoaetus melanoleucus) y el halcón peregrino (Falco peregrinus), entre otras.